# Brajinovac
Brajinovac es un pueblo ubicado en la municipalidad de Rekovac, en el distrito de Pomoravlje, Serbia.

## Superficie
Posee una superficie de 3,119 kilómetros cuadrados.

## Demografía
Hasta 2011 la población era de 219 habitantes, con una densidad de población de 70,21 habitantes por kilómetro cuadrado.